# Joaquín Quintas Solá
Joaquín Quintas Solá (24 de septiembre de 1938-) es un militar cubano. General de Cuerpo de Ejército. Especializado en la conducción de tropas generales, es uno de los cuatro Jefes de Ejército de las Fuerzas Armadas Revolucionarias. Es miembro del Comité Central del Partido Comunista de Cuba y diputado a la Asamblea Nacional del Poder Popular. Ostenta el Título Honorífico de Héroe de la República de Cuba. 

## Síntesis biográfica
Nació en Santiago de Cuba el 24 de septiembre de 1938. Inicialmente vivió en la calle Padre Pico, después en Carretera del Morro.
Realizó sus primeros estudios en la escuela Machiran y del cuarto a la preparatoria en el Colegio La Salle.
Posteriormente, ingresó en el Instituto de Segunda Enseñanza de Santiago de Cuba desde donde comenzó a participar en las luchas estudiantiles. Su familia también participaba en la lucha, su abuelo Víctor Quintas, chofer de alquiler, era un activo miembro del Movimiento 26 de Julio y en numerosas ocasiones trasladó en su auto a Frank País, a Vilma Espín y a otros combatientes. Su padre y un tío también eran parte del Movimiento.
Al ponerse la situación muy dura en Santiago, su padre quiso enviarlo para España, donde su abuelo tenía familiares. Finalmente, tuvo que ir para La Habana 

## Trayectoria revolucionaria
Desde 1954 se involucra en actividades revolucionarias. Se incorporó al Movimiento 26 de Julio a finales de 1956.
En la clandestinidad conoció a Josué País, aunque integraban células diferentes, tenían relaciones dentro de los grupos de acción y sabotaje en Santiago de Cuba.
En La Habana mantuvo el contacto con el Movimiento e interviene en acciones de las que normalmente hacían los combatientes clandestinos, desde las más sencillas hasta las más complejas.
Después de la muerte de Frank País solicita regresar a Santiago y es autorizado. Nuevamente en Santiago de Cuba, realiza acciones de todo tipo: traslado de armas, explosivos, atentados, pone bombas, fundamentalmente, en lugares donde no afectara a la población. También participa en la Huelga del 9 de abril de 1958, realizando diversas actividades en apoyo a la misma, en una zona que comprendía desde la Calle Trocha hasta el Parque Céspedes de Santiago de Cuba, obligando a cerrar los comercios abiertos, desviando el tránsito y otras acciones colaterales.
Ante el fracaso de la huelga y el aumento de la vigilancia de los cuerpos represivos, se mantiene escondido y a finales de abril el Movimiento le ordena incorporarse al Ejército Rebelde en el II Frente Oriental, integrándose a la Columna 19 José Tey, mandada por el Comandante Belarmino Castilla Mas.
Debido a las intensas caminatas y a su falta de preparación, su estado de salud se deterioró y fue autorizado, junto a otros compañeros, a trasladarse a Santiago, restablecerse y reintegrarse en el plazo más breve, reincorporándose en el mes de junio y uniéndose a la columna en Calabazas.
Participó en diversas acciones bajo las órdenes del Capitán Demetrio Montseny Villa. En el mes de septiembre lo escogieron, en unión de otros compañeros, para reforzar temporalmente la escolta del Comandante Raúl Castro. En esta misión se mantuvo aproximadamente un mes.
Terminó la guerra con el grado de Sargento. En los primeros meses de 1959 es ascendido al grado de Teniente y Primer Teniente, consecutivamente. Al terminar la guerra se queda en Guantánamo. Al poco tiempo es trasladado, al igual que otros combatientes de la Columna 20, al regimiento Leoncio Vidal en Santa Clara, asignándolo a la policía militar. Posteriormente, hasta finales de 1960, estuvo en varios escuadrones de la antigua Guardia Rural, a los que se les cambió el nombre por el de Policía Rural Revolucionaria.
En 1961, semanas antes de la invasión mercenaria estuvo atrincherado en Playa Girón. Al producirse la invasión, el Comandante de la Revolución Juan Almeida Bosque le da instrucciones de organizar, armar y formar batallones y ponerlos en disposición combativa para trasladarlos a Girón.
Participó en la lucha contra bandidos. Por indicaciones de Almeida formó cinco batallones de 500 hombres cada uno, armados con fusiles y lanzacohetes para participar en acciones contra los bandidos. La acción más importante en la que participó fue en el cerco y aniquilamiento de los miembros de la Comandancia General del Escambray, incluyendo a su jefe, el conocido bandido Tomas San Gil. 

## Cargos ocupados
- Jefe de Batallón de Infantería
- Jefe de Estado Mayor
- Jefe de División de Infantería Motorizada
- Jefe de Estado Mayor del Ejército Central
- Segundo Jefe del Ejército Occidental
- Subjefe del Estado Mayor General
- Jefe de la Dirección de Operaciones.